# По траві босоніж
«По траві босоніж» («По траве босиком») — радянський художній фільм 1987 року, знятий режисером Антоном Васильєвим на Кіностудії ім. М. Горького.

## Сюжет
Після армії Микола повернувся до рідного села. Не бажаючи миритися з тим, що люди залишають рідні місця, герой іде викладати в технікум, який готує трактористів для села.

## У ролях
- Віктор Авілов — Льоха
- Володимир Анікін — головна роль
- Анастасія Бєлова — головна роль
- Катерина Васильєва — головна роль
- Микола Волков — роль другого плану
- Юрій Злиднєв — роль другого плану
- Лілія Макєєва — Іраїда Петрівна
- Віктор Павлов — роль другого плану
- Раїса Рязанова — роль другого плану
- Марія Скворцова — роль другого плану
- Олександр Январьов — директор ПТУ

## Знімальна група
- Режисер — Антон Васильєв
- Сценаристи — Ольга Сидельникова, Каміл Ікрамов
- Оператор — Михайло Гойхберг
- Художник — Микола Ємельянов